# Paradela (Montalegre)
Paradela is een plaats (freguesia) in de Portugese gemeente Montalegre en telt 221 inwoners (2001).